# Jaderná elektrárna Fang-ťia-šan
Jaderná elektrárna Fangjiashan (čínsky znaky tradiční 方家山核電廠) je provozní jaderná elektrárna v Číně. Nachází se v provincii Če-ťiang v těsném sousedství jaderné elektrárny Čchin-šan. Elektrárna, která se nachází 50 kilometrů jižně od Šanghaje, se skládá ze dvou jaderných reaktorů. Východně od elektrárny je hora Če-ťiang a první blok jaderné elektrárny Čchin-šan. Severně od elektrárny se nachází Žluté moře.

## Historie a technické informace

### Počátky
V roce 2007 společnost China National Nuclear Corporation oznámila, že bude pokračovat ve vývoji modelu reaktoru CNP-1000 v 12. pětiletém plánu v letech 2011 až 2015. Důvod výběru lokality vedle jaderné elektrárny Čchin-šan souvisel s tím, že se zde nachází prototypový reaktor CNP-300 a tamní zaměstnanci mají zkušenosti s provozem prototypů. Směny, které měly tyto reaktory v budoucnu provozovat proto bylo možné vyškolit přímo tam. V roce 2007 došlo k neshodám ohledně vývoje projektu. Samotný design reaktoru byl dříve vyvinut společnostmi China National Nuclear Corporation, Framatome a Westinghouse. Poté, co se Shanghai Nuclear Engineering Research and Design Institute v roce 2007 rozhodla zaměřit se v budoucnu na reaktory typu AP1000, byl další vývoj reaktorů CNP-1000 zastaven. V důsledku toho společnost China National Nuclear Corporation zvažovala použití reaktorového systému CPR-1000 používaného v jiných jaderných elektrárnách v Číně. Společnost se však rozhodla od projektu vývoje CPR reaktorů upustit a pokračovala v dalším vývoji CNP-1000 a jeho realizaci vlastními silami.
Konkurence mezi různými nezávislými instituty, nepřehlednost a podobnost názvu CNP a CPR vedly k tomu, že jaderná elektrárna Fang-ťia-šan byla několik let nesprávně označována jako elektrárna s reaktory typu CPR-1000, místo CNP-1000. Původně měly být dva bloky elektrárny Fang-ťia-šan prvními reaktory CNP-1000, nicméně výstavba jaderné elektrárny Fu-čching s reaktory CNP-1000 začala o něco dříve než Fangjiashan a také její spuštění bylo naplánováno dříve, než spuštění elektrárny Fang-ťia-šan. V roce 2008 byly zahájeny přípravné práce v areálu budoucí elektrárny.

### Výstavba
Výstavba prvního bloku byla zahájena 26. prosince 2008. Zakázka na šest parogenerátorů pro oba bloky byla udělena společnosti Vallourec v červnu 2008. V lednu 2009 bylo od společnosti Invensys Process Systems objednáno vybavení pro velíny obou bloků. Dne 17. července 2009 byly zahájeny stavební práce na druhém bloku. Dokončení obou bloků dohromady nemělo trvat déle než 60 měsíců. Alstom obdržel objednávku na turbíny obou bloků. Po době výstavby 21 měsíců byla reaktorová budova prvního bloku 28. září 2010 zcela uzavřena. Dne 30. dubna 2012 byla za šest hodin osazena tlaková nádoba reaktoru v 1. bloku. Dne 7. května 2013 byl ve druhém bloku instalován poslední ze tří parogenerátorů. Dne 24. května 2013 byla úspěšně dokončena zkouška těsnosti kontejnmentu v prvním bloku o 20 dní dříve, než udával harmonogram výstavby.
V srpnu 2013 byl v prvním bloku instalován motor hlavního oběhového čerpadla vyrobený společností Harbin Electric. 1. září 2014 se do reaktoru 1. bloku začalo zavážet jaderné palivo.

### Uvedení do provozu
Dne 21. října 2014 ve 14:52 místního času první reaktor nabyl kritického stavu. Dne 4. listopadu v 9:12 místního času byl blok poprvé synchronizován s elektrickou sítí. Dne 11. prosince blok poprvé pracoval v plné zátěži s projektovaným jmenovitým výkonem 1089 MW. Po dokončení závěrečných zkoušek byl blok uveden do komerčního provozu, 15. prosince 2014 ve 22:00 místního času. Dne 25. prosince 2014 v 16:36 místního času se reaktor 2. bloku poprvé dostal do kritického stavu. Dne 12. ledna 2015 v 17:25 byl druhý blok poprvé synchronizován s elektrizační soustavou a tím uveden do provozu. Dne 12. února 2015 byl blok uveden do komerčního provozu.
Na bloku 2 jaderné elektrárny Fang-ťia-šan došlo dne 25. června 2019 k incidentu. Při běžné odstávce bloku byl v té době v režimu odvodu zbytkového tepla. Z nejasných důvodů stoupla teplota v primárním systému na 173 °C, proto operátoři ve 23:08 upravili regulační ventily systému odvodu zbytkového tepla jinak, aby byl odvod tepla stabilizován. To mělo za následek nadměrný průtok chladiva a v důsledku toho příliš rychlé ochlazování reaktorového systému mimo stanovené parametry. Výsledkem byl také rychlý pokles tlaku v primárním okruhu. Po snížení průtoku chladiva se primární okruh ve 23:27 vrátil na normální tlak. Dozorový úřad událost vyhodnotil jako porušení parametrů reaktoru a definoval ji jako provozní událost. Incident byl ohodnocen stupněm 0 na mezinárodní stupnici jaderných událostí.

## Informace o reaktorech
| Reaktor        | Typ reaktoru | Výkon   | Výkon   | Zahájení výstavby | Připojení k síti | Uvedení do provozu | Uzavření |
| Reaktor        | Typ reaktoru | Čistý   | Hrubý   | Zahájení výstavby | Připojení k síti | Uvedení do provozu | Uzavření |
| -------------- | ------------ | ------- | ------- | ----------------- | ---------------- | ------------------ | -------- |
| Fang-ťia-šan-2 | CNP-1000     | 1012 MW | 1089 MW | 26. 12. 2008      | 4. 11. 2014      | 15. 12. 2014       |          |
| Fang-ťia-šan-1 | CNP-1000     | 1012 MW | 1089 MW | 17. 7. 2009       | 12. 1. 2015      | 12. 12. 2015       |          |